# Paa Eventyr
Paa Eventyr (originaltitel Adventure) er en amerikansk stumfilm fra 1925 instrueret af Victor Fleming.

## Medvirkende
- Tom Moore som David Sheldon
- Pauline Starke som Joan Lackland
- Wallace Beery som Morgan
- Raymond Hatton som Raff
- Walter McGrail som Tudor
- Duke Kahanamoku som Noah Noa
- James Spencer som Adam
- Noble Johnson som  Googomy